# 上野勘助
上野 勘助（うえの かんすけ、1866年7月13日（慶応2年6月2日） – 1914年（大正3年）1月20日）は、明治から大正初期の農業経営者、政治家。衆議院議員。

## 経歴
紀伊国那賀郡、のちの和歌山県那賀郡上岩出村（岩出町を経て現岩出市）で、大庄屋を務める家に生まれた。1887年（明治20年）慶應義塾別科を卒業し、1898年（明治31年）東京法学院（現中央大学）を卒業した。
1898年（明治31年）3月、第5回衆議院議員総選挙で和歌山県第2区から自由党所属で出馬して当選し、衆議院議員を1期務めた。
その後、北海道開拓を志し、幌向原野（現岩見沢市）に入植して農場を営んだ。1910年（明治43年）と1913年（大正2年）に空知支庁管内から北海道会議員に選出された。晩年に立憲同志会に入党した。1913年12月から病となり、1914年1月に札幌区立病院で死去した。

## 脚註
1. ↑  『北海道庁統計書 第26囘 第1巻』（北海道庁、1916年）p.181
2. 1 2 3 4 5 6  『議会制度百年史 - 衆議院議員名鑑』696頁。
3. 1 2 3 4 5 6 7  『大正過去帳』35頁。
4. 1 2 3 4 5 6  『和歌山県史 人物』53-54頁。
5. 1 2 3 4 5 6  『北海道人名辞書』525頁。